# Ducula brenchleyi
La dúcula de las Salomón o dúcula de Salomón (Ducula brenchleyi) es un ave de la familia de los colúmbidos. Se trata de un endemismo de las Islas Salomón.
Su hábitat son los bosques tropicales o subtropicales húmedos. Se encuentra amenazada por la pérdida de hábitat y la caza excesiva. Se estima que la población actual es de unos 2500 ejemplares, disminuyendo rápidamente.